# Ashby Motors
Die Ashby Motors Ltd. war ein britischer Automobilhersteller in Chorlton-cum-Hardy in Manchester. 1922–1923 wurde dort nur ein Modell gefertigt.
Der 8 hp besaß einen Vierzylinder-Reihenmotor mit 969 cm³ Hubraum und seitlich stehenden Ventilen. Der leichte Wagen hatte seine Wurzeln in der Luftfahrtindustrie, der Short Brothers and Harland Ltd. und wurde schon ab 1921 als Short-Ashby gebaut.

## Modelle
| Modell | Bauzeitraum | Zylinder | Hubraum | Radstand |
| ------ | ----------- | -------- | ------- | -------- |
| 8 hp   | 1922–1923   | 4 Reihe  | 969 cm³ | 2362 mm  |

## Quelle
David Culshaw & Peter Horrobin: The Complete Catalogue of British Cars 1895–1975. Veloce Publishing plc. Dorchester (1999). ISBN 1-874105-93-6